# 9378 Nancy-Lorraine
9378 Nancy-Lorraine è un asteroide della fascia principale. Scoperto nel 1993, presenta un'orbita caratterizzata da un semiasse maggiore pari a 3,1747310 UA e da un'eccentricità di 0,1172296, inclinata di 2,06604° rispetto all'eclittica.